# Jerevanská gubernie
Jerevanská gubernie (rusky Эриванская губерния) byla jedna z gubernií carského Ruska v letech 1850 – 1917 v oblasti Kavkazu s 8 okresy (od roku 1828 byla součástí Ruského impéria). Počet obyvatel gubernie v roce 1905 činil 901 900 obyvatel, kteří obývali gubernii na rozloze 27 830 km². Hlavním městem byl Jerevan. Území se dnes nachází převážně v Arménii, částečně také v Turecku (provincie Iğdir) a Ázerbájdžánu (Nachičevan).